# Pfarrkirche Pfarrkirchen im Mühlkreis

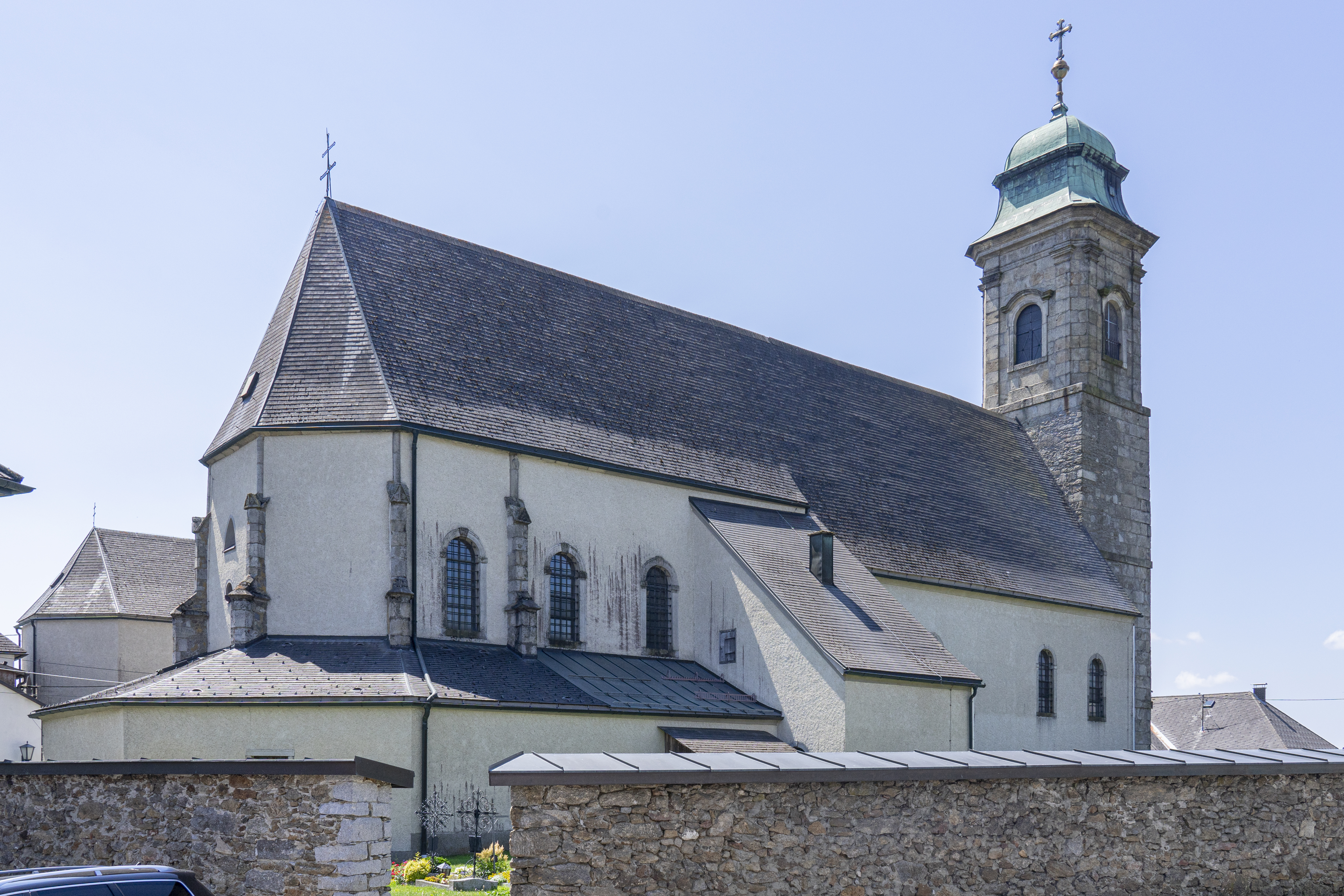
Pfarrkirche mit Friedhofsmauer von Nordosten

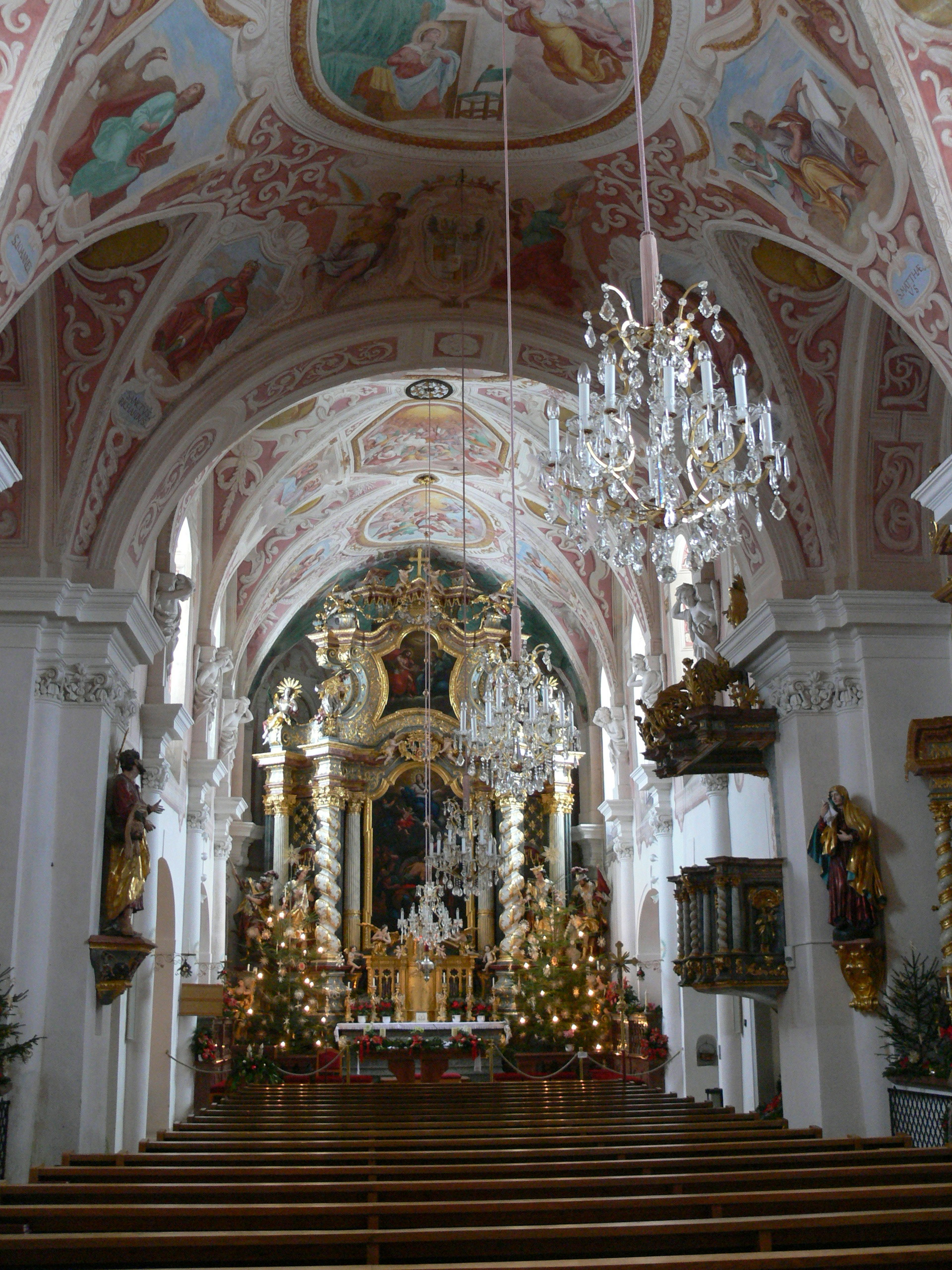
Langhaus, Blick zum Chor

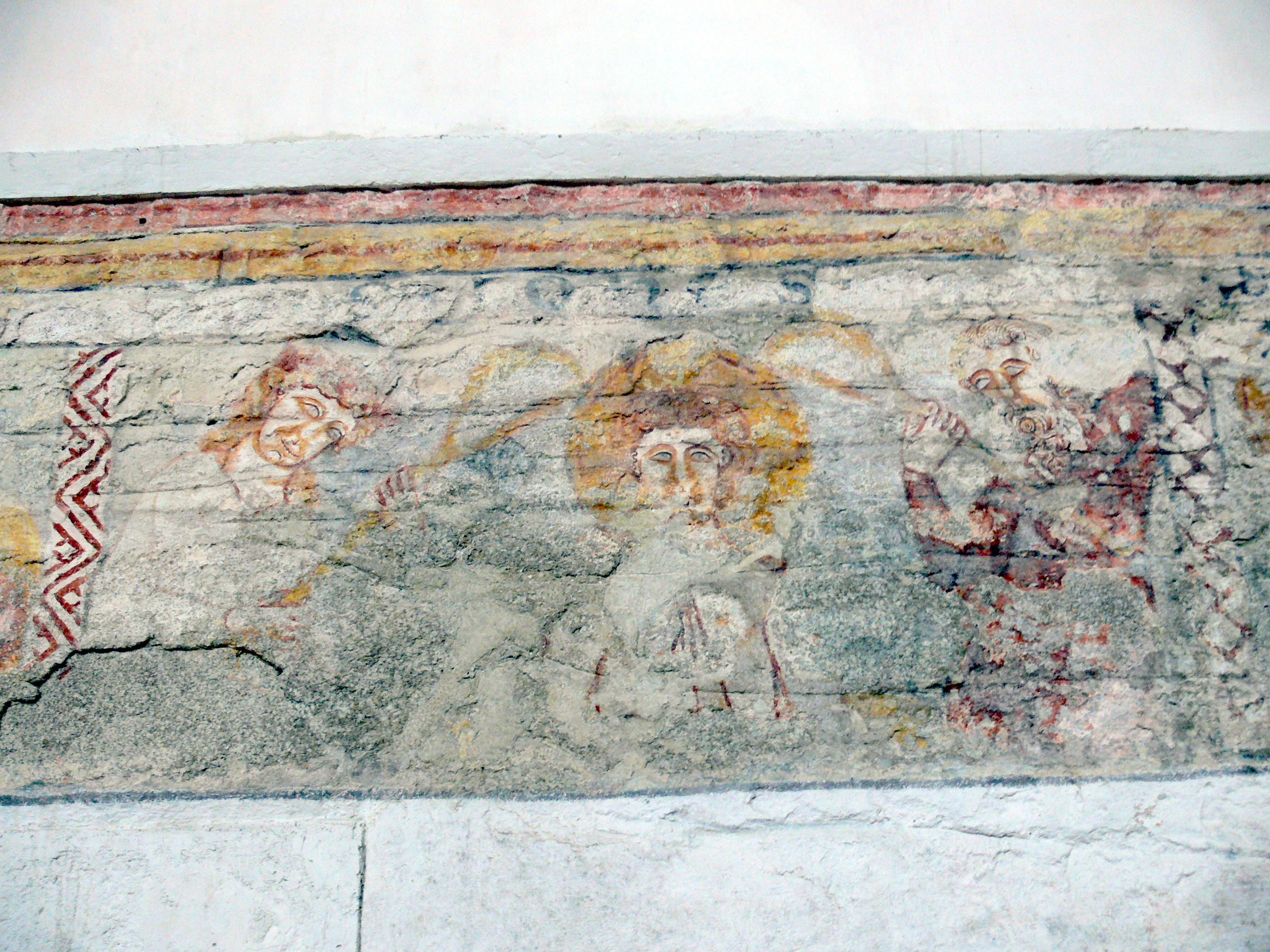
Romanische Malerei um 1240/1250

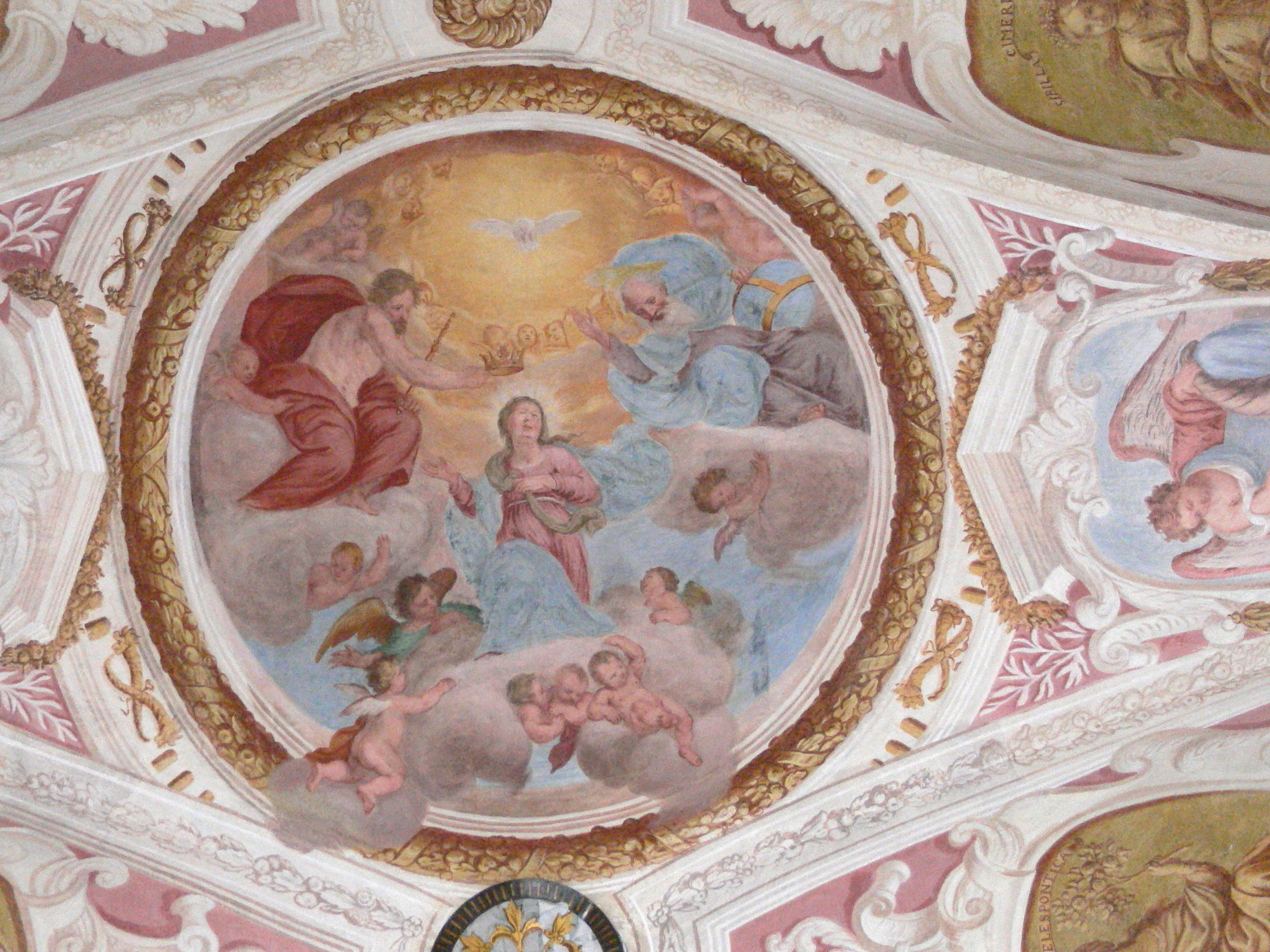
Deckenmalerei Mariä Krönung

Die römisch-katholische Pfarrkirche Pfarrkirchen im Mühlkreis steht auf einer hohen Hügelkuppe im Ort der Gemeinde Pfarrkirchen im Mühlkreis im Bezirk Rohrbach in Oberösterreich. Die dem Patrozinium Mariä Himmelfahrt unterstellte Pfarrkirche gehört zum Dekanat Sarleinsbach in der Diözese Linz. Die Kirche steht unter Denkmalschutz (Listeneintrag).

## Geschichte
Der ehemalige religiöse Mittelpunkt des Mühlviertels westlich der Großen Mühl war wohl eine Rodungspfarre des frühen 12. Jahrhunderts. Urkundlich wird 1223 eine Pfarre Griesbach genannt und wohl damit Pfarrkirchen gemeint. 1283 wurde ein Pfarrer genannt. Zum Großraum der Pfarre gehörten Hofkirchen, Niederkappel, Sarleinsbach, Lembach, Peilstein, Putzleinsdorf, Altenfelden, Neufelden, Kirchberg und Rohrbach.
Der romanische Kirchenbau entstand im zweiten Viertel des 13. Jahrhunderts und ist im Kern in den Langhausmauern erhalten. Der gotische Chor entstand im 14. Jahrhundert. Die Einwölbung des Langhauses auf eingestellten Wandpfeilern erfolgte vor dem Ende des 15. Jahrhunderts. Die eingeschoßige spätgotische Sakristei wurde im 16./17. Jahrhundert mit einem Oratorium aufgestockt. Die ehemalige Zechpropst-Sakristei und heutige Heilig-Grab-Kapelle entstand im zweiten Viertel des 16. Jahrhunderts. Die neuen Fenster des Langhauses wurden 1656/1657 eingebaut. Der Chorumgang wurde um 1695 errichtet. Von 1695 bis 1697 wurde das gesamte Kircheninnere nach den Plänen von Carlo Antonio Carlone barockisiert, die Arbeiten erfolgten mit dem Maler Giovanni Carlone und dem Stuckateur Giovanni Battista Carlone mit den Stuckateuren Pietro Camuzzi und Lorenzo Canevale und dem Baumeister Salomon Peißmann.
1700/1701 wurde die Annakapelle angebaut. 1716 bis 1720 wurde der gotische Turm verstärkt und aufgestockt. 1735 wurde in der Nordwand des Chores ein Fenster eingebaut.
Bei der Innenrenovierung von 1848 bis 1851 entstand eine ornamentale Neuausmalung. Ab 1880, 1890 bis 1908 schuf Peter Helminger Deckenmalereien. Restaurierungen waren außen 1955 mit dem Turmhelm und 1983, innen 1970/1971, 1988 bis 1995 unter anderem mit der Freilegung der barocken Wand- und Deckenmalereien.

## Architektur
Die romanische und gotische ehemalige Wehrkirche auf einer Hügelkuppe ist ringförmig von einem ummauerten Friedhof mit einem Torturm umgeben.
Die Barockisierung durch die Künstlerfamilie Carlone prägte die romanische und gotische Kirche bestimmend durch die barocke Farbgestaltung mit ihrem Kontrast von weißen Wandflächen und Gliederungselementen zu bunten Wandmalereien an den Gewölben und Flächen die Fenster.
Das Langhaus ist eine fünfjochige spätgotische Wandpfeilerkirche im Kern mit romanischen Langhausmauern mit spätgotischen barockisierten spitzbogigen Stichkappentonne. Der leicht eingezogene dreijochige gotische Chor aus dem 14. Jahrhundert hat einen Fünfachtelschluss und ein gotisches Kreuzgratgewölbe, der Chor wird von einem nicht dekorierten ebenerdigen kreuzgratgewölbten barocken Umgang aus dem 17. Jahrhundert umfasst. Der mächtige barockisierte in Teilen wohl romanische und gotische Westturm hat rechts einen rezenten Turmaufgangsbau. Die Annakapelle (Heizhaus) steht am nördlichen Chorwinkel, südseitig steht östlich eine zweigeschoßige Sakristei mit einem Oratorium, westlich anschließend die ebenerdige Heilig-Grab-Kapelle und die Portalvorhalle.

## Ausstattung
Reste einer romanischen Wandmalerei um 1240/1250 sind an der Langhausnordwand erhalten, sie sind durch Ornamentbänder in drei Felder gegliedert, die Figuren waren ursprünglich ganzfigurig, mittig wohl der Apostel Johannes (im Ölfass), seitlich die Enthauptungsszene und ein Bischof, wohl der hl. Nikolaus.
Bemerkenswert die gebaute Architektur systematisierend bzw. umdeutend sind die Wandmalereien im Gewölbe und um die Fenster von G. Carlone aus 1696/1697, freigelegt 1991/1993. Es gibt große oval bzw. polygonal gerahmte Bildfelder im Gewölbescheitel, kleinere in den Stichkappen und Gewölbezwickeln, die Gewölbegrate sind durch gemalte Stuckbänder betont. In den ornamentalen Flächen sind weiße Akanthusranken auf rotem Grund mit Darstellungen des mariologischen Programms.

## Einrichtung
Die bemerkenswerte barocke Einrichtung entstand im 17. und 18. Jahrhundert.
Den Hochaltar aus 1735/1736 schuf Franz Stadler, als mächtiger den gesamten Chorschluss einnehmendes Säulenretabel mit Opfergangsportalen, mit je drei räumlich gestellten teils gedrehten Säulen, darüber mit verkröpftem Gebälk und einem volutengerahmten Auszug. Die Bilder schuf Johann Philipp Ruckerbauer mit Mariä Himmelfahrt und im Auszug Dreifaltigkeit. Die Figuren schuf Franz Stadler, seitlich die Heiligen Georg und Florian, über den Opfergangsportalen die Heiligen Johannes und Paulus, im Auszug die Heiligen Barbara und Johannes Nepomuk, Franz Xaver und Agnes, sowie Engel.
Das steinerne romanische Taufbecken auf einem spätgotischen Fuß wurde später stark renoviert.
Die spätgotische kniende Maria um 1490 als sogenannte Starnberger Madonna befand sich ehedem in der Wegkapelle.
Die Orgel baute Josef Breinbauer 1873/1774 unter Verwendung älterer Pfeifen in einem barocken Gehäuse von Johann Ignaz Egedacher 1717/1719. Das Brüstungspositiv schuf Josef Breinbauer wohl 1873/1774, restauriert durch Bruno Riedl 1994. Das dreifeldrige Hauptwerkprospekt mit einem höheren Mittelfeld und einer geschwungenen Verdachung über den Seitenteilen trägt Putten. Das Brüstungspositiv ist dreifeldrig mit höheren Seitenfeldern. (II Man./17 Reg.)
Eine Glocke nennt Nikolaus Drackh 1721 und zeigt die Reliefs Kreuzigungsgruppe, Maria mit Aposteln sowie Weinranken und Engelsköpfe.

## Grabdenkmäler
- Im Chor Epitaph Graf Hans Heinrich Salburg gestorben 1633, Speckstein mit Rotmarmorrahmung, gesprengtem Giebel und Wappen.
- Nördlich am Durchgang zum Chorumgang Grabtafeln aus Speckstein zu Johann Hempl und Elisabetha Pallizena gestorben 1690 bzw. 1692 mit Wappenschild, zum Priester Johannes Ignatius Grosch gestorben 1725, zu Franz Joseph Dendl gestorben 1774, zu Rudolf Rosenkranz gestorben 1892.
- Im Chorumgang vorwiegend 1989 hierher übertragene Priestergrabsteine des 19. und 20. Jahrhunderts sowie eine Rotmarmor-Grabtafel zu Johann Gotthardt Hirschberger gestorben 1716.
- In der Vorhalle eine bemerkenswerte spätgotische Rotmarmor-Wappengrabplatte zu Dankwart Melaprunner gestorben 1475, zu Martha Praitenlachner gestorben 1675 mit Wappen als Speckstein.
- Im Turmaufgang frühgotische Platte mit Hügelkreuz um 1300.